# Podvrško
Podvrško är en ort i Kroatien.   Den ligger i länet Brod-Posavina, i den östra delen av landet, 120 km öster om huvudstaden Zagreb. Podvrško ligger 340 meter över havet och antalet invånare är 357.
Terrängen runt Podvrško är kuperad åt nordväst, men åt sydost är den platt. Runt Podvrško är det ganska glesbefolkat, med 23 invånare per kvadratkilometer. Närmaste större samhälle är Nova Gradiška, 12,5 km söder om Podvrško. I omgivningarna runt Podvrško växer i huvudsak lövfällande lövskog.